# Metod Pogačnik
Metod Pogačnik, slovenski kemik, * 21. marec 1906, Podnart, † 4. december 1971, Podnart.
Edini Slovenec, poliglot, ki je v času pred drugo svetovno vojno diplomiral in 1932 doktoriral iz kemije na prestižni politehniki kraljeve Tehniške visoke šole Berlin-Charllotenburg.  Ekspert za: kreacijo parfumov in dišav, za zobne kreme ter kreme za zaščito in zdravje kože. Nestor sodobne jugoslovanske kozmetike ter tehnologije za pridobivanje vodikovega peroksida.

## Življenje in delo

### Mladost in šolanje
Metod Pogačnik se je rodil 21. marca 1906 v Podnartu kot tretji otrok od štirih materi Mariji, rojeni Korenčan, ter očetu Antonu, trgovcu in posestniku, po domače Valentinovemu, iz Srednje Dobrave nad Podnartom. Prvi dve leti ljudske šole opravi v Kamni Gorici pri stricu nadučitelju, naslednji dve pa pri teti, učiteljici v Ribnem pri Bledu. Nižjo gimnazijo obiskuje v Št.Vidu nad Ljubljano, višjo klasično gimnazijo pa v Mariboru, kjer junija 1926 maturira skupaj s sošolcem akademikom dr. Antonom Trstenjakom. Jeseni istega leta se vpiše na fakulteto za kemijo v Monakovem (München), toda že po prvem semestru nadaljuje študij kemije na politehniki Tehniške visoke šole v Berlinu, kjer najprej diplomira in nato 1932 tudi promovira za doktorja kemije s področja strukture cerezinov.l V letih 1935/37  je bil na specilaizaciji v Grassu, v Provansi.  

### Ustanovitev družinskega podjetja
Po odsluženem vojaškem roku (Kragujevac, Srbija) se jeseni 1933 vrne v Podnart, kjer skupaj z bratoma Cirilom in Antonom ustanovi družinsko podjetje : DR.ING.M. & C.,A ,Kemični laboratorij, Podnart, Dravska banovina Jugoslavija; bolj poznano po blagovnih znamkah CIMEAN-a in peroksida (PERO).
Proizvode je razvijal in vpeljeval v prakso Metod, mladi doktor kemije. Za računovodsko-knjigovodske posle je skrbel Ciril, diplomant trgovske akademije v Pragi, za prodajo pa Anton ml., ki je trgovsko akademijo končal v Ljubljani.
1936/37 drugič odpotuje v Francijo,  v Grasse, v svetovno prestolnico parfumov ter v Pariz, kjer potrdijo njegov poseben dar »nosu« (angleško nose, francosko Le nez) za razpoznavanje vonjav/dišav ter sposobnost za kreacijo parfumov. Ob tem je spoznaval skrivnosti pridobivanja dišav, eteričnih olj in njihovih produktov. 
Pomembnejša dela: razvoj in izdelava izdelkov kolekcije CIMEAN, leta 1936/37 načrti in postavitev prvega obrata na Balkanu za pridobivanje vodikovega peroksida ter zaščitna krema Trisul za alpiniste Himalajce. 
- Oglas v Slovencu, l.1936

### CIMEAN
Iz njegovih rok so prihajali številni izdelki pod trgovsko znamko CIMEAN. Prvi črki imen bratov (Ciril, Metod, Anton ml.) so namreč pomenile zaščitni znak za kozmetične, toaletne in kemično-tehnične izdelke, kakor tudi ime enega od dveh industrijskih obratov družinskega podjetja. Bil je prvi Slovenec, ki je imel vse kvalifikacije »parfumerjev in noserjev« tistega časa ter poznan po tem, da je človeka spoznal prej po vonju kot videzu. Iz izdelkov veje težnja po varovanju zdravjal ter lepoti in skrbi za zdrav življenjski slog.

Produkte CIMEAN so poznali po vsej Kraljevini Jugoslavije. Od vseh še najbolj zobno kremo CIMEAN, kot prvi domači produkt te vrste. Glas o namenu in pomenu te kreme se je takrat pogosto slišal tudi prek radijskih valov, saj so bili zanjo posneti eni prvih tovrstnih radijskih oglasov v takratni Jugoslaviji.

### Vodikov peroksid (PERO)
Leta 1936/37 je kljub zapleteni in negotovi svetovni politični situaciji pričel z delom še drugi obrat. Metod Pogačnik je z lastnim znanjem vzpostavil tehnološko nadvse zahtevno proizvodnjo vodikovega peroksida (nadalje Hp), prvo na Balkanu. Linija je imela kapaciteto 200 ton letno, 30% vol., na njej pa se je proizvajalo peroksid v dveh kvalitetah, tehnični in farmacevtski (pod imenom PERO). 

Toda tuje kartelno združenje je na vsak način želelo poslovno uničiti mlado in perspektivno podjetje. Ni preneslo konkurence, zato je umetno zniževalo cene nadvse iskanega izdelka, da bi prisililo lastnike k prenehanju obratovanja in k prodaji. A po zaslugi nižjih stroškov proizvodnje podjetje obstane na trgu, morali pa so pristati na pogoj, da se 30% domačega trga prepusti tujim proizvajalcem. V tistih časih so potrebe po tem izdelku močno presegale ponudbo. Jugoslavija je pred tem ves vodikov peroksid uvažala iz Nemčije in Avstrije, in sicer za potrebe tekstilne industrije, za razkuževanje medicinske opreme ter za beljenje in čiščenje raznih polizdelkov in izdelkov. Podjetju bratov Pogačnik so se odpirale velike možnosti v zdravstvu, živilsko-predelovalni in vojaški industriji. Razcvet podjetja pa je zaustavila vojna, ko obrat najprej zaplenijo nacisti, po njej pa dokončno še domača oblast, ki postavi novo obrat za H.p. namesto v Podnartu, v Podgorici pri Šentjakobu. Glej Glasilo Belinke: Kemija, letnik 7. junij 1988. 40 let Belinke: »Korenine segajo v predvojni čas, v tovarno  Cimean iz Podnarta, bratov Pogačnik.« 
- Risba firme: I. Vaupotič, l. 1940, Podnart

### Čas od ene do druge zaplembe
Poleti 1941 gestapo aretira Metoda in Antona ml. Pogačnika, medtem ko je bil njun brat Ciril v vojnem ujetništvu. Ker se nista uklonila okupatorjem, so vse tri razlastili, opremo za proizvodnjo Hp pa 1943 demontirali in odpeljali v Nemčijo. V Podnart pa je prišel nov lastnik iz Berlina, ki je v izpraznjene prostore postavil opremo za pripravo sadnih sokov s kapaciteto 280 vagonov sadja na leto. 
Po vojni se je kmalu izkazalo kakšne skrite namene je imela nova oblast. Prvotni lastniki so želeli, da se v Podnartu čim prej obnovi in ponovno vzpostavi proizvodnja posebno Hp, ki je bil takrat zelo iskan produkt, država pa povsem odvisna od uvoza. A ko je Metod Pogačnik že popisal vso potrebno opremo in surovine za obnovo proizvodnje Hp, se oblast 1947 odloči, da se oprema iz naslova reparacije ne vrne v Podnart, temveč prenese v Šentjakob pri Ljubljani in ustanovi novo tovarno Belinka. Metod kljub vabilom tja ni hotel. Podjetje bratov Pogačnik je država nacionalizirala leta 1948, s čimer je bilo tudi konec njihovih nadaljnjih načrtov. Belinka je nato potrebovala kar deset let, da je proizvedla prvih 70 ton Hp. Kasneje proizvodnjo uspešno povečujejo in z leti doseže sam svetovni vrh peroksidne kemije. A če že prej ne bi bilo proizvodnje v Podnartu, verjetno tudi peroksida Belinke ne bi bilo.

### Od krivičnega zapora do upokojitve
Odvzem podjetja s strani LR Slovenije ga je močno prizadel, saj ni mogel več svobodno uresničevati svojih talentov in znanja. A kot da to še ni bilo dovolj, so ga novembra 1950 skupaj z ženo na hitro in po krivici zaprli. Doma pa sta ostala otroka, še ne tri letna hčerka Helena  in le dobro leto in pol star sin Matjaž. Metodu je takratno sodišče izreklo dve leti strogega zapora,  s prisilnim delom in odvzemom vsega premoženja ter ženi Mileni pol leta zapora. Po prestani kazni je delal najprej v Ljubljani na Inštitutu za elektroveze in nato vse do upokojitve 1971 pri podjetju Vedrog. Šele 25 let po njegovi smrti, sodišče v samostojni Sloveniji, v celoti razveljavi prvotno krivično sodbo. 

### V Vedrogu
Je snoval nove izdelke in postopke ter reševali na videz nerešljive tehnološke probleme. Nesebično je prenašal bogato znanje na mlajše sodelavce, kemike in dal Sloveniji pomemben prispevek pri razvoju kozmetičnih in toaletnih izdelkov. Med alpinisti himalajci je zaslovel s posebno visoko zaščitno kremo Trisul, ki je preprečevala nevarne višinske opekline. Iz njegov vrst so zrastli pomembni strokovnjaki, ki so bili nato uspešni v Krki, Iliriji-Vedrogu, v Leku in drugod. 
Ni stopal v ospredje, nadvse vesel pa je bil uspehov sodelavk in sodelavcev ter njihove pozornosti ob njegovi petdeseti obletnici leta 1956, ko so iskreno zapisali: "Doktor naš, lepotni genij, ki Metodo svojo ceni, mojster svoji je domeni, vse on Vedrogu - pomeni." Po njihovem izboru ga zaradi njegovih izjemnih dosežkov čez dobrih deset let izvolijo za glavnega direktorja podjetja, čeprav ni bil nikoli član Komunistične partije. Tudi pri tem ni šlo brez zapletov. Vedelo se je za njegovo znanje tujih jezikov, a se politika domisli, da mora kot dokaz predložiti še ustrezno spričevalo. Na Delavski univerzi so se člani komisije že po prvi izmenjavi besed le začudeno spogledali. Mislili so, da gre za pomoto, saj je bil pred njimi kandidat, ki je govoril in odgovarjal v visoki nemščini.